# Warner Richmond
Pour les articles homonymes, voir Richmond.
Werner Paul Otto Raetzmann, né le 11 janvier 1886 à Racine (Wisconsin) et mort le 19 juin 1948 à Los Angeles (Californie) est un acteur américain, connu sous le nom de scène de Warner Richmond (parfois crédité Warner P. Richmond).

## Biographie
Né d'un père d'origine allemande, Warner Richmond contribue au cinéma à cent-quarante-deux films américains (dont des westerns) dès la période du muet, les trois premiers étant des courts métrages sortis en 1912. Son dernier film sort en 1946 (moins de deux ans avant sa mort à 62 ans, début 1948, des suites d'une thrombose coronaire).
Entretemps, mentionnons L'Éternelle Tentatrice de Maurice Tourneur (1918, avec Paul Clerget et Chester Barnett), David l'endurant d'Henry King (1921, avec Richard Barthelmess et Gladys Hulette), Chicago de Frank Urson (1927, avec Phyllis Haver et Victor Varconi), Billy the Kid de King Vidor (1930, avec Johnny Mack Brown dans le rôle-titre et Wallace Beery), La Loi de Lynch de Cecil B. DeMille (1933, avec Charles Bickford et Richard Cromwell) et Rivaux de Raoul Walsh (1935, avec Edmund Lowe et Victor McLaglen).
Au théâtre, Warner Richmond joue notamment une fois à Broadway (New York) en 1913, dans la pièce Indian Summer d'Augustus E. Thomas, aux côtés de Creighton Hale.

## Filmographie partielle
- 1912 : The Godmother de Ralph Ince (court métrage) : Dick
- 1915 : Lady Audley's Secret (en) de Marshall Farnum : Sir Michael Audley
- 1916 : Une aventure à New York (Manhattan Madness) d'Allan Dwan : Jack Osborne
- 1916 : Betty of Greystone d'Allan Dwan : le témoin du mariage
- 1916 : Fifty-Fifty d'Allan Dwan
- 1918 : Sporting Life (The Sporting Life) de Maurice Tourneur : Joe Lee
- 1918 : Entre l'amour et l'amitié (Brown of Harvard) d'Harry Beaumont : Claxton Madden
- 1918 : L'Éternelle Tentatrice (Woman) de Maurice Tourneur : l'officier
- 1920 : My Lady's Garter de Maurice Tourneur : Meredith
- 1920 : A Woman's Business de B. A. Rolfe

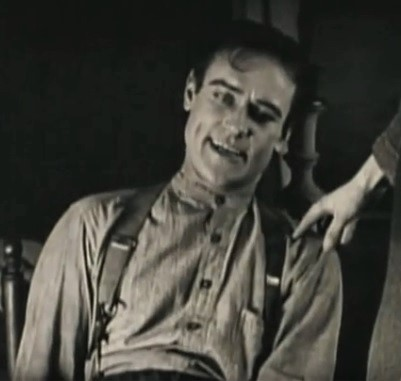
Dans David l'endurant (1921)

- 1921 : David l'endurant ou Le Cœur sur la main (Tol'able David) d'Henry King : Allen Kinemon
- 1924 : Daughters of the Night (en) d'Elmer Clifton : l'avocat Kilmaster
- 1925 : L'Héroïque Lâcheté (en) (The Pace That Thrills) de Webster Campbell : Jack Van Loren
- 1926 : Good and Naughty (Florida) de Malcolm St. Clair  : « Bad News » Smith
- 1927 : Finger Prints de Lloyd Bacon : Andy Norton « Annie Laurie »
- 1927 : Chicago de Frank Urson : l'assistant du procureur de district
- 1927 : The Heart of Maryland de Lloyd Bacon : Capitaine Fulton Thorpe
- 1927 : Slide, Kelly, Slide d'Edward Sedgwick : Cliff Macklin
- 1927 : L'Enfer noir (White Flannels) de Lloyd Bacon : Ed
- 1928 : The Apache (en) de Phil Rosen : Gaston Laroux
- 1928 : La Foule (The Crowd) de King Vidor : M. Sims, le père de John
- 1929 : Big News de Gregory La Cava : Phelps
- 1929 : Stark Mad de Lloyd Bacon : le capitaine en second
- 1930 : Billy the Kid de King Vidor : Bob Ballinger
- 1930 : Hommes sans femmes (Men Without Women) de John Ford : Lieutenant-Commandant Briddwell
- 1931 : Fortunes rapides (Quick Millions) de Rowland Brown : « Nails » Markey
- 1931 : Huckleberry Finn de Norman Taurog : M. Finn père
- 1932 : La Femme de Monte-Carlo (The Woman from Monte Carlo) de Michael Curtiz : Fourdylis
- 1932 : La Bête de la cité (The Beast of the City) de Charles Brabin : Tom
- 1932 : Scarface d'Howard Hawks : un danseur partenaire de Cesca
- 1933 : La Loi de Lynch (This Day and Age) de Cecil B. DeMille : l'avocat de la défense
- 1933 : Corruption (en) de Charles E. Roberts
- 1933 : Mama Loves Papa de Norman Z. McLeod
- 1933 : Fast Workers de Tod Browning : Feets Wilson
- 1934 : Perdus dans la jungle (en) (The Lost Jungle) de David Howard et Armand Schaefer (serial) : Sharkey
- 1935 : Roses de sang (So Red the Rose) de King Vidor : le sergent confédéré
- 1935 : La Frontière impitoyable (The New Frontier) de Carl Pierson : Ace Holmes
- 1935 : Rivaux (Under Pressure) de Raoul Walsh : Weasel
- 1935 : Les Derniers Jours de Pompéi (The Last Days of Pompeii) d'Ernest B. Schoedsack et Merian C. Cooper : le capitaine de la garde
- 1935 : L'Île des rayons de la mort (The Fighting Marines) de B. Reeves Eason et Joseph Kane
- 1935 : L'Empire des fantômes (The Phantom Empire) d'Otto Brower et B. Reeves Eason
- 1936 : Heart of the West (en) d'Howard Bretherton : Johnson
- 1936 : Missing Girls (en) de Phil Rosen : Ray Hanson
- 1937 : Doomed at Sundown (en) de Sam Newfield : Jim Hatfield
- 1938 : Les Nouvelles Aventures de Flash Gordon (en) (Flash Gordon's Trip to Mars) de Ford Beebe et Robert F. Hill (serial) : Zandar
- 1940 : Rainbow Over the Range (en) d'Albert Herman : Gene Griffin

## Théâtre à Broadway (intégrale)
- 1913 : Indian Summer d'Augustus E. Thomas, production de Charles Frohman